# Madina Tajmazova
Madina Andreevna Tajmazova (in russo Мадина Андреевна Таймазова?; 30 giugno 1999) è una judoka russa.

## Biografia
Ai mondiali di Tokyo 2019 ha guadagnato il bronzo nella gara a squadre miste.
Ha rappresentato ROC ai Giochi olimpici estivi di Tokyo 2020, dove ha vinto il bronzo nei 70 kg.

## Palmarès

### Per ROC
- Giochi olimpici

Tokyo 2020: bronzo nei 70 kg.

### Per la Russia
- Mondiali

Tokyo 2019: bronzo nella gara a squadre miste.
- Europei

Praga 2020: bronzo nei 70 kg.
Lisbona 2021: bronzo nei 70 kg.
- Universiadi

Napoli 2019: argento nei 70 kg e nella gara a squadre.
- Europei U23

Győr 2018: bronzo nei 70 kg.
- Mondiali juniores

Marrakech 2019: argento nei 70 kg.
- Europei juniores

Maribor 2017: oro nei 70 kg.
- Mondiali cadetti

Sarajevo 2015: bronzo nei 70 kg.
- Europei cadetti

Vantaa 2016: oro nei 70 kg.